# 细叶臭草
细叶臭草（学名：[Melica radula] 错误：{{Lang}}：文本有斜体标记（帮助）），为禾本科臭草属下的一个植物种。